# ریپل (الکترونیک)
تَمَوج (به انگلیسی: Ripple) در الکترونیک یا ریپل یا مُوجَک باقی ماندن تغیرات متناوب از ولتاژ DC در یک منبع تغذیه است که از یک جریان متناوب منبع (AC) ناشی‌شده است. این تموج (ریپل) به دلیل سرکوب ناقص شکل‌موج متناوب پس از یکسوسازی است. ولتاژ تموج (ریپل) به عنوان خروجی یکسوساز یا از تولید و انتقال منبع DC سرچشمه می‌گیرد.
و همچنین این پدیده‌های متغیر با زمان، تموج حوزه فرکانس وجود دارد که در برخی از دسته‌بندی‌های فیلتر و دیگر شبکه‌های پردازش سیگنال به‌وجود می‌آید. در این حالت تغییرات متناوب، تغییراتی در اتلاف جایگذاری شبکه در برابر افزایش فرکانس است. تغییرات ممکن است به صورت کاملاً متناوب خطی نباشد. در این معنی همچنین، معمولاً تموج‌دار بودن یک اثر تصادفی تلقی می‌شود که وجود آن مصالحه‌ای بین میزان ریپل (تموج) و سایر پارامترهای طراحی است.

## ریپل ولتاژ
اولین قدم در تبدیل AC به DC، ارسال جریان AC از طریق یکسوساز است. تموج (ریپل) ولتاژ خروجی در این شرایط بسیار زیاد است. ولتاژ خروجی یک موج سینوسی با نیم چرخهٔ منفی معکوس است. معادله است:
{\displaystyle V_{\mathrm {L} }(t)=V_{\mathrm {AC_{p}} }\cdot |\sin(t)|}
بسط فوریه این تابع است:{\displaystyle V_{\mathrm {L} }(t)={\frac {2V_{\mathrm {AC_{p}} }}{\pi }}+{\frac {4V_{\mathrm {AC_{p}} }}{\pi }}\cdot \sum _{n=1}^{\infty }{\frac {\cos(n\pi )}{1-4n^{2}}}\cdot \cos(2n\omega t)}
چندین ویژگی مرتبط با بازبینی از سری فوریه آشکار است:
- جمله ثابت (بزرگ‌ترین) {\displaystyle {\frac {2V_{\mathrm {AC_{p}} }}{\pi }}} باید ولتاژ DC باشد
- فرکانس اساسی (فرکانس خط) وجود ندارد
- بسط فقط شامل هارمونیک‌های زوج اساسی است
- دامنه هارمونیک متناسب است با {\displaystyle {\frac {1}{n^{2}}}} که {\displaystyle n} مرتبه هارمونیک است
- جمله هارمونیک مرتبه دوم {\displaystyle {\frac {4V_{\mathrm {AC_{p}} }}{3\pi }}\cos(2\omega t)} اغلب برای نشان دادن کل ولتاژ ریپل (تموج) برای ساده کردن محاسبه استفاده می‌شود

ولتاژهای خروجی عبارتند از: (افت و تلفات دیود نادیده گرفته شده است){\displaystyle {\begin{aligned}V_{\mathrm {L} }={}&V_{\mathrm {AC} }={\frac {V_{\mathrm {AC_{p}} }}{\sqrt {2}}}\quad {\text{(ignoring diode drop and losses)}}\\[6pt]V_{\mathrm {DC} }={}&{\frac {1}{T}}\int _{0}^{T}\!V_{\mathrm {L} }(t)\,dt={\frac {1}{\pi }}{\Big [}-\cos(t){\Big ]}_{0}^{\pi }=-\cos(\pi )--\cos(0)\,={\frac {2V_{\mathrm {AC_{p}} }}{\pi }}\\[6pt]V_{\mathrm {rms} }={}&{\sqrt {{\frac {1}{T}}\int _{0}^{T}\!(V_{\mathrm {L} }(t)\,-K)^{2}dt}}={\sqrt {{\frac {1}{T}}\int _{0}^{T}\!V_{\mathrm {L} }(t)^{2}\,-2KV_{\mathrm {L} }(t)+K^{2}dt}}\\[6pt]={}&{\sqrt {{\frac {1}{\pi }}\left[{\frac {1}{2}}t-{\frac {1}{4}}\sin(t)+2K\cos(t)+K^{2}t\right]_{0}^{\pi }}}={\sqrt {{\frac {1}{\pi }}\left({\frac {\pi }{2}}-4KV_{\mathrm {AC_{p}} }+K^{2}\pi \right)}}\\[6pt]&{\text{let }}K=V_{\mathrm {DC} },{\text{ and substitute in terms of }}V_{\mathrm {AC_{p}} },{\text{ so}}\\={}&{\sqrt {{\frac {1}{2}}-{\frac {8}{\pi ^{2}}}V_{\mathrm {AC_{p}} }^{2}+{\frac {4}{\pi ^{2}}}V_{\mathrm {AC_{p}} }^{2}}}={\sqrt {\left({\frac {V_{\mathrm {AC_{p}} }}{\sqrt {2}}}\right)^{2}-\left({\frac {2V_{\mathrm {AC_{p}} }}{\pi }}\right)^{2}}}\end{aligned}}}
{\displaystyle V_{\text{rms}}={\frac {2V_{\mathrm {AC_{p}} }}{\pi }}{\sqrt {{\frac {\pi ^{2}}{8}}-1}}}
 که
- {\displaystyle V_{\mathrm {L} }} ولتاژ متغیر با زمان در دوسر بار است، {\displaystyle |\sin(t)|} برای دوره ۰ تا T
- {\displaystyle T} دوره تناوب {\displaystyle V_{\mathrm {L} }} است، ممکن است گرفته شود {\displaystyle \pi } رادیان

ضریب ریپل:{\displaystyle \gamma ={\frac {V_{\mathrm {rms} }}{V_{\mathrm {DC} }}}={\sqrt {{\frac {\pi ^{2}}{8}}-1}}}
{\displaystyle \gamma \approx 0.483}
 ضریب شکل عبارتند از:{\displaystyle FF={\frac {V_{\mathrm {L} }}{V_{\mathrm {DC} }}}={\frac {\frac {V_{\mathrm {AC_{p}} }}{\sqrt {2}}}{\frac {2V_{\mathrm {AC_{p}} }}{\pi }}}}
{\displaystyle FF={\frac {\pi }{2{\sqrt {2}}}}\approx 1.11}
 ضریب اوج است:{\displaystyle PF={\frac {V_{\mathrm {AC_{p}} }}{\frac {V_{\mathrm {AC_{p}} }}{\sqrt {2}}}}}
{\displaystyle PF={\sqrt {2}}}
 نسبت تبدیل به این صورت است: 
{\displaystyle \eta \approx 0.812\ (81.2\%)}
 ضریب کارکرد ترانسفورماتور: 
{\displaystyle TUF\approx 0.812\ ({\text{bridge}});\ 0.692\ ({\text{center-tapped}})}

### فیلترسازی

یکسوساز تمام‌موج با سر وسط با صافی خازنی

کاهش ریپل (تموج) تنها یکی از چندین ملاحظات اصلی در طراحی صافی (فیلتر) منبع تغذیه است. فیلتر تموج ولتاژ، مشابه فیلتر انواع دیگر سیگنال‌ها است. با این وجود، در تبدیل برق AC / DC و همچنین در تولید DC، ولتاژها و جریان‌های زیاد یا هر دو ممکن است به صورت تموج باشند؛ بنابراین، اجزاهای گسسته بزرگی مانند خازن‌های الکترولیتی دارای ریپل جریان زیاد، چوک‌های بزرگ با هسته آهنی و مقاومت‌های سیم‌پیچ به بهترین وجه مناسب هستند تا قبل از انتقال جریان به یک قطعه IC مانند: رگولاتور ولتاژ، یا به بار ریپل را کاهش دهند.

### به عنوان تابعی از مقاومت بار
اگر ثابت زمان RC نسبت به زمان تناوب شکل موج AC بزرگ باشد، می‌توان با فرض این‌که ولتاژ خازن به صورت خطی افت می‌کند، یک تقریب درست منطقی ایجاد کرد. اگر ریپل (تموج) در مقایسه با ولتاژ DC کوچک باشد، می‌توان یک فرض مفید دیگری ایجاد کرد. در این حالت، زاویه فازی که در میان آن یکسوساز هدایت می‌شود، کوچک خواهد بود و می‌توان فرض کرد که خازن، در تمام مسیر از یک قله تا دیگری با اندکی از دست دادن دقت درحال تخلیه است.

ریپل (تموج) ولتاژ از یک یکسوساز تمام‌موج، قبل و بعد از استفاده از یک صافی خازنی

با فرضیات فوق می‌توان ولتاژ ریپل (تموج) قله به قله را به صورت زیر محاسبه کرد:
تعریف ظرفیت {\displaystyle C} و جریان {\displaystyle I} هستند
{\displaystyle {\begin{aligned}&Q=CV_{\text{pp}}\\&Q=I_{\text{ave}}t_{\text{ave}},\end{aligned}}}
که {\displaystyle Q} مقدار بار است. جریان و زمان {\displaystyle t} از شروع تخلیه خازن تا کمینه ولتاژ در یک سیگنال یکسوسازی‌شده تمام‌موج، همان‌طور که در شکل سمت راست نشان داده شده است، گرفته می‌شود. زمان {\displaystyle t_{\text{ave}}} برابر با نیمی از تناوب ورودی تمام‌موج خواهد بود.
{\displaystyle t_{\text{ave}}={\frac {t_{\text{fullwave}}}{2}}={\frac {1}{2f}}}
برای ترکیب سه معادله فوق برای تعیین {\displaystyle V_{\text{pp}}} می‌دهد،{\displaystyle V_{\text{pp}}={\frac {Q}{C}}={\frac {I_{\text{ave}}t_{\text{ave}}}{C}}}
بنابراین، برای یکسوساز تمام‌موج:
{\displaystyle V_{\mathrm {pp} }={\frac {I}{2fC}}}
که:
- {\displaystyle V_{\mathrm {pp} }} ولتاژ ریپل (تموج) قله تا قله است
- {\displaystyle I} جریان موجود در مدار است
- {\displaystyle f} فرکانس منبع (خط) AC است
- {\displaystyle C} ظرفیت است

برای مقدار مؤثر (RMS) ولتاژ تموج، محاسبه بیشتر پیچیده است زیرا شکل موج تموج (ریپل) در نتیجه تأثیر دارد. فرض یک موج دندانه اره‌ای فرضی مشابه فرضیه فوق است. مقدار RMS یک موج اره است {\displaystyle {\frac {V_{\mathrm {p} }}{\sqrt {3}}}} که {\displaystyle V_{\mathrm {p} }} ولتاژ قله است با تقریب بیشتر که {\displaystyle V_{\mathrm {p} }} است {\displaystyle {\frac {V_{\mathrm {pp} }}{2}}} ، این نتیجه را به دست می‌آورد:{\displaystyle V_{\mathrm {rms} }={\frac {V_{\mathrm {pp} }}{2{\sqrt {3}}}}={\frac {I}{4{\sqrt {3}}fC}}={\frac {V_{\mathrm {DC} }}{4{\sqrt {3}}fCR}}}که {\displaystyle V_{\mathrm {DC} }=IR}
{\displaystyle \gamma ={\frac {V_{\mathrm {rms} }}{V_{\mathrm {DC} }}}={\frac {1}{4{\sqrt {3}}fCR}}} {\displaystyle \approx 0.453{\frac {X_{\mathrm {C} }}{R}}}
 که
- {\displaystyle \gamma } ضریب ریپل است
- {\displaystyle R} مقاومت بار است
- برای فرمول تقریبی فرض بر این است که X C ≪ R؛ این کمی بزرگتر از مقدار واقعی است زیرا یک موج اره‌ای شامل ترکیب هارمونیک‌های فرد است که در ولتاژ یکسوساز وجود ندارند.